# Ronny Rodelin
Sylvio Ronny Rodelin (Saint-Denis, 18 november 1989) is een Frans voetballer die bij voorkeur als aanvaller speelt. Hij verruilde Lille OSC in juli 2016 voor SM Caen, dat hem in het voorgaande seizoen al huurde.

## Clubcarrière
Rodelin debuteerde in 2007 bij Rodez AF. Hij maakte één doelpunt in 23 wedstrijden in de Championnat National. In juli 2008 tekende hij bij FC Nantes. Op 28 januari 2010 werd hij voor zes maanden verhuurd aan Troyes. Op 14 juni 2011 tekende hij een vierjarig contract bij Lille OSC, dat anderhalf miljoen euro betaalde voor hem..
1 Zelazny ·
2 Baysse ·
3 Armougom ·
4 Diomandé ·
5 Sankoh ·
6 Oniangué  ·
7 Khaoui ·
9 Repas ·
10 Fajr ·
11 Ninga ·
12 Beauvue ·
13 Joseph ·
14 Gradit ·
15 Imorou ·
16 Callens ·
17 Deminguet ·
18 Bammou ·
19 Tchokounté ·
21 Guilbert ·
22 Mbengue ·
23 Dabo ·
24 Djiku ·
27 Crivelli ·
29 Genevois ·
30 Samba ·
40 Reulet ·
Coach: Mercadal